# Federconsumatori
La Federconsumatori - Associazione Promozione Sociale è un'associazione italiana senza scopo di lucro. Ha come obiettivi prioritari l'informazione e la tutela dei consumatori e degli utenti.

## Storia
Fondata nel 1988 con il contributo della CGIL, si configura come associazione indipendente, democratica, apartitica, federativa e aconfessionale. Fa parte del Consiglio nazionale dei consumatori e degli utenti. Possono accedere ai suoi servizi tutti i consumatori senza alcuna distinzione.
Il 10 dicembre 2021 è stato eletto Presidente Michele Carrus, il 22 giugno 2017 è stato eletto Presidente Emilio Viafora, precedentemente il ruolo era ricoperto da Rosario Trefiletti. 
Alla sua costituzione hanno contribuito esperti di consumerismo operanti nell'ambito dell'università, dell'informazione e del Parlamento, impegnati da anni in difesa dei diritti dei consumatori.

## Attività
La Federconsumatori è impegnata attivamente nella tutela dei fondamentali diritti dei consumatori, risparmiatori ed utenti quali:
- la legalità del mercato;
- la tutela della salute;
- la sicurezza e la qualità dei prodotti e dei servizi;
- il diritto ad una informazione corretta e adeguata;
- la lealtà e la chiarezza della pubblicità;
- l'erogazione di servizi pubblici secondo standard di qualità e di efficienza;
- la difesa degli interessi economici e patrimoniali;
- la tutela del risparmio;
- il contrasto all'usura nell'ambito della legislazione vigente;
- la difesa dell'ambiente e del territorio.

## Diffusione sul territorio
Per numero di iscritti, consulenze e campagne portate avanti, è tra le prime associazione dei consumatori in Italia.
All'interno degli oltre 1 000 sportelli della Federconsumatori l'assistenza è affidata a volontari ed operatori qualificati, le cui competenze sono continuamente aggiornate ed accresciute attraverso una mirata attività formativa.
L'attività si svolge su due piani principali:
1. La consulenza, rivolta a tutti quei cittadini che abbiano subito dei danni per disservizi o inadempienze contrattuali in materia consumertistica, o che vogliano approfondire le proprie conoscenze relativamente alle logiche di mercato ed ai rischi connessi alla sottoscrizione di contratti commerciali di qualsiasi genere.
2. La sensibilizzazione, per diffondere sempre di più un consumo consapevole da parte dei cittadini, soprattutto dal punto di vista della sicurezza dei prodotti, della difesa dei diritti e del rispetto dell'ambiente.

## Pubblicazioni
Al fine di informare e sensibilizzare i cittadini, Federconsumatori distribuisce gratuitamente presso i suoi sportelli la rivista settimanale Federconsumatori News e gestisce un portale di informazione online sulle tematiche consumeristiche.
Il servizio di consulenza ed informazione è inoltre affiancato dall'utilizzo dei sistemi di comunicazione, quali siti Internet, social network, pubblicazioni ed opuscoli.

## Studi e ricerche
L'Ufficio Studi, l'Osservatorio Nazionale Federconsumatori  è un centro di analisi e di ricerca che effettua monitoraggi e rilevazioni ed elabora informazioni a carattere statistico.
Sono molteplici le indagini condotte con cadenza annuale, ad esempio:
- indagine sui costi del gas e dell'energia elettrica
- indagine sul costo del servizio idrico e sulla qualità dell'acqua
- indagine sulle offerte dei servizi turistici
- rilevazione dei costi degli atenei italiani
- monitoraggio costante dell'andamento dei prezzi e delle tariffe
- rilevazione giornaliera dei costi del petrolio sui mercati internazionali.

## Sportello SOS Turista
Lo Sportello SOS Turista svolge attività di informazione e tutela dei turisti attraverso la promozione della qualità dell'offerta turistica, attraverso la crescita della consapevolezza dei diritti del turista in viaggio o in vacanza. Per info www.sosvacanze.it/

## Critiche
Nell'estate 2014, il Decreto ministeriale 20 giugno 2014, in materia di "Determinazione del compenso per la riproduzione privata di fonogrammi e di videogrammi ai sensi dell'art. 71-septies della legge 22 aprile 1941, n. 633.", ha innalzato il contributo per la copia privata, tanto da spingere molti produttori, come Samsung e Apple, ad alzare i prezzi per compensare le nuove tariffe, con il rischio, inoltre, di effetti distorsivi sul mercato che penalizzerebbero le imprese italiane in quanto i consumatori potrebbero essere spinti ad effettuare gli acquisti tramite piattaforme di e-commerce con sede in Paesi dove il contributo per la copia privata non è presente.
Secondo quanto stimato da Confindustria Digitale, con il nuovo Decreto ministeriale, gli introiti che la SIAE riceverà dal contributo per la copia privata saranno di 157 000 000 € all'anno (con un incremento del 150% tra il 2013 e il 2014), dei quali circa 10 000 000 € all'anno trattenuti dalla SIAE stessa in qualità di gestore del servizio.
Federconsumatori si è schierata al fianco della SIAE contro i produttori che avevano alzato i prezzi come conseguenza dell'aumento del contributo per la copia privata, ricevendo molte critiche da coloro che invece ritenevano giusto opporsi all'aumento stesso del contributo per la copia privata versato alla SIAE in quanto, in mancanza di vincoli legislativi, è inevitabile che l'aumento dei costi per il produttore (contributo per la copia privata) ricada sul consumatore.